# Гуты (Винницкая область)
Гу́ты (укр. Гути) — село на Украине, находится в Тульчинском районе Винницкой области.
Код КОАТУУ — 0524383202. Население по переписи 2001 года составляет 273 человека. Почтовый индекс — 23661. Телефонный код — 4335.
Занимает площадь 1,26 км².

## Адрес местного совета
23660, Винницкая область, Тульчинский р-н, с. Клебань, ул. Советская, 15

## Галерея

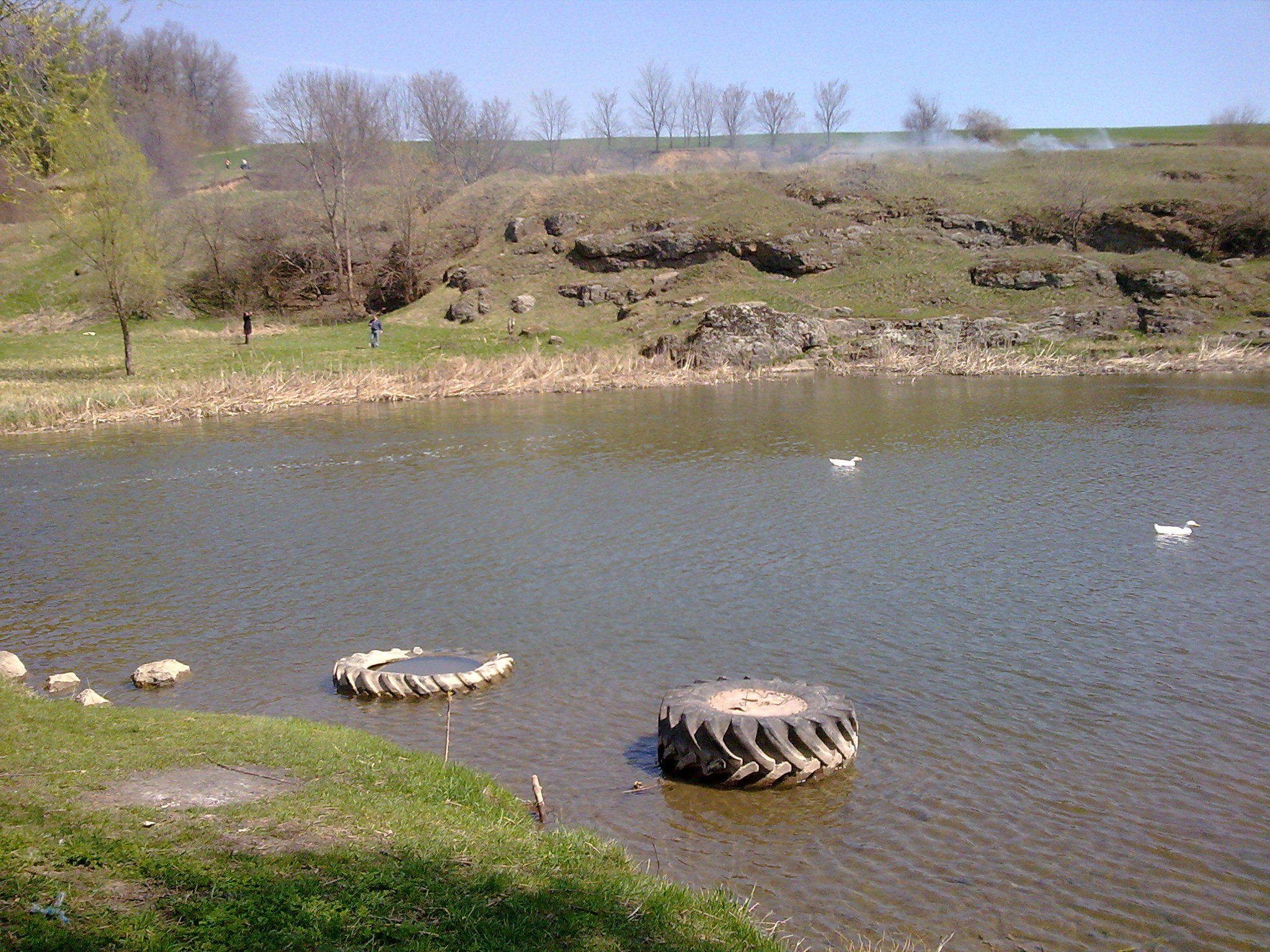
Пейзаж на реке Сильница
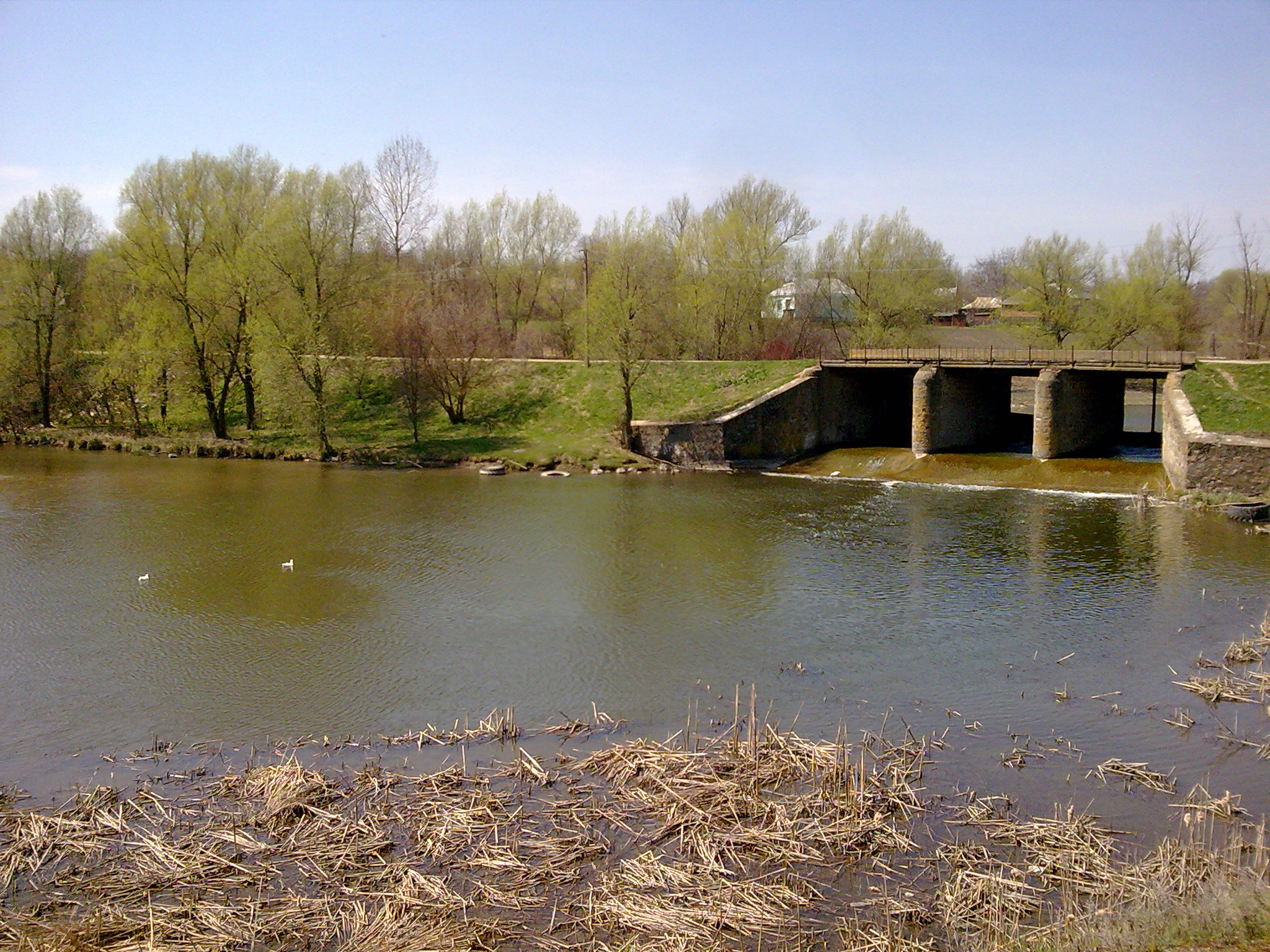
Плотина
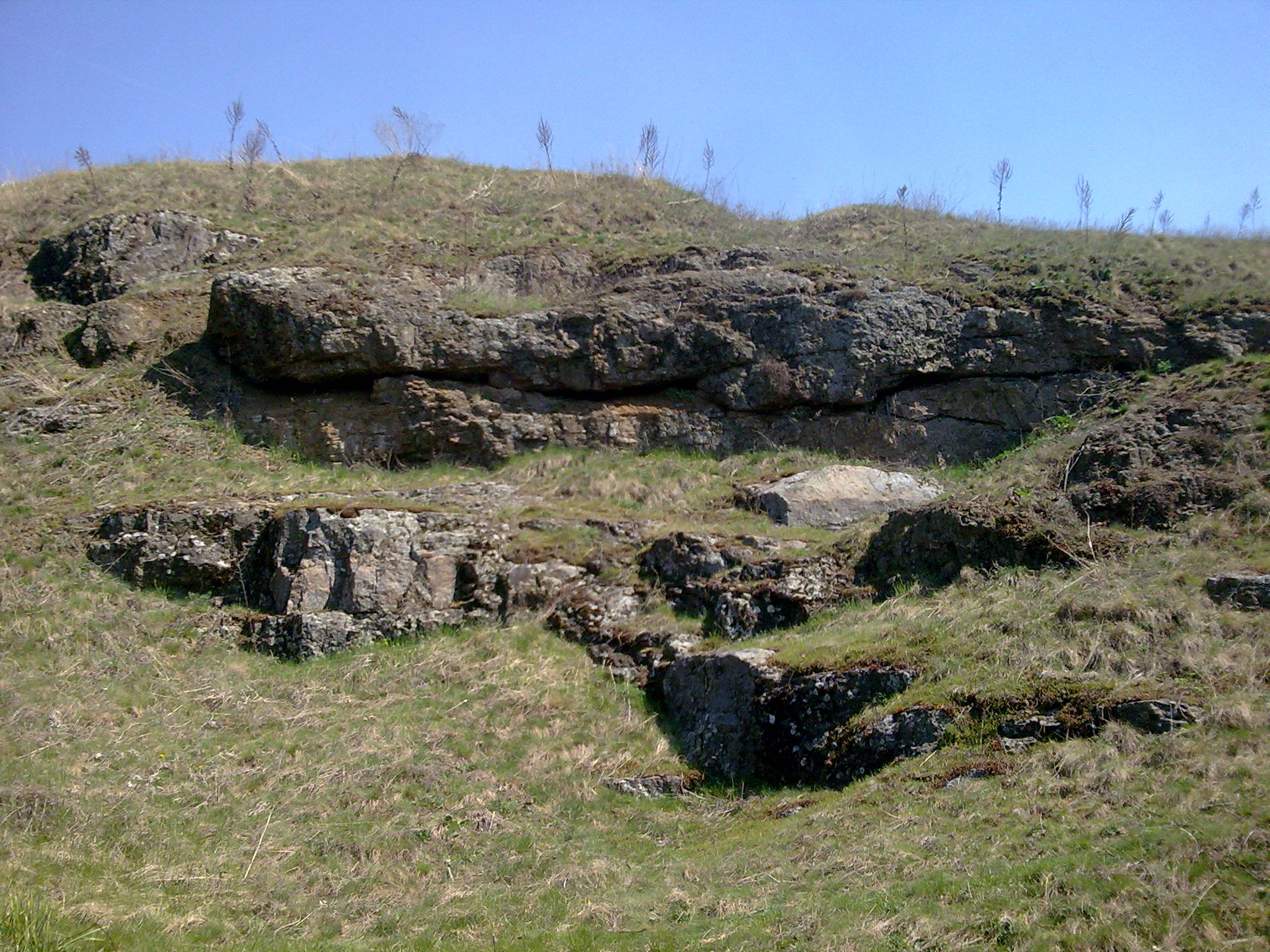
В долине реки Сильница
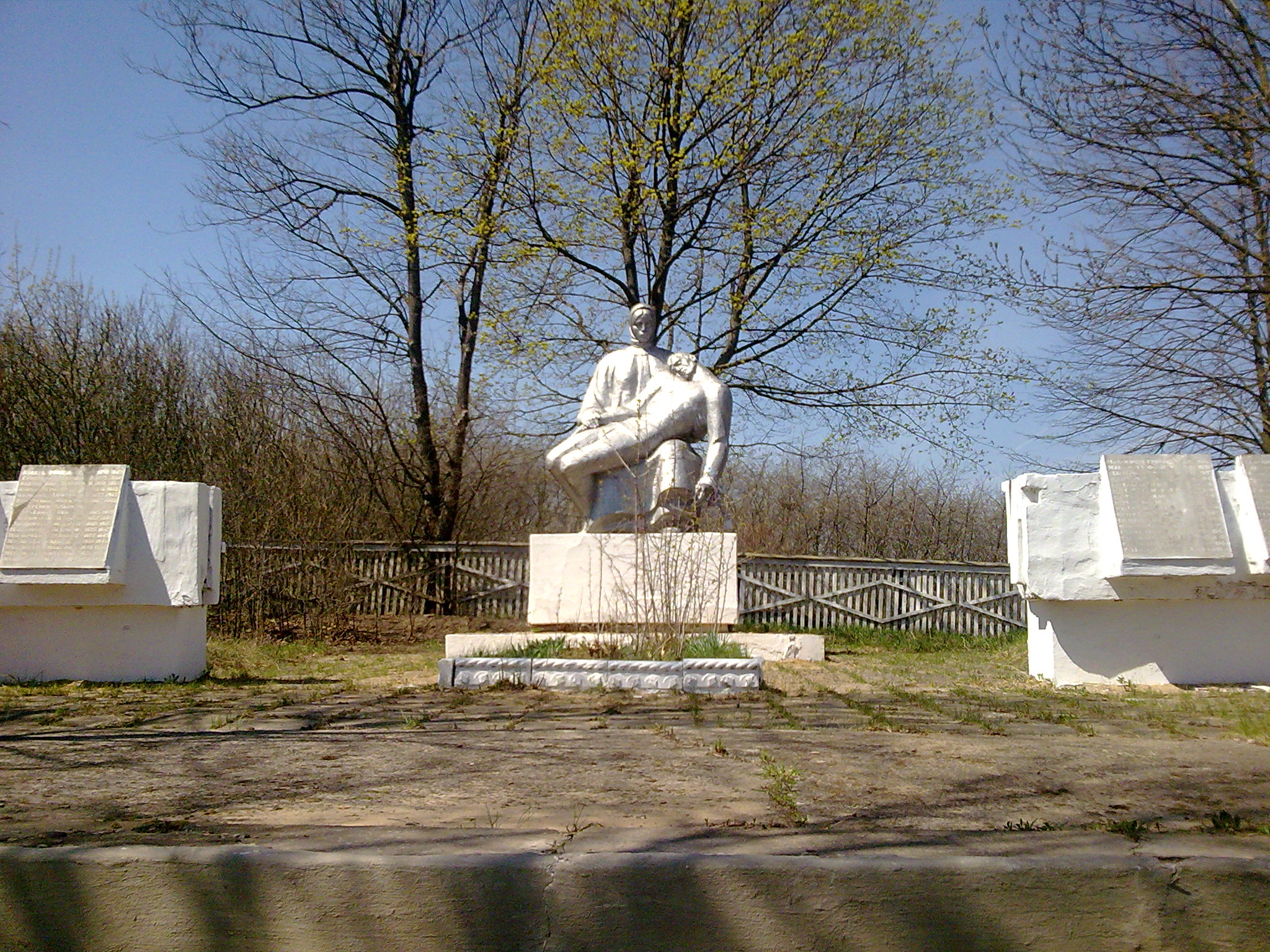
Памятник на Братской могиле
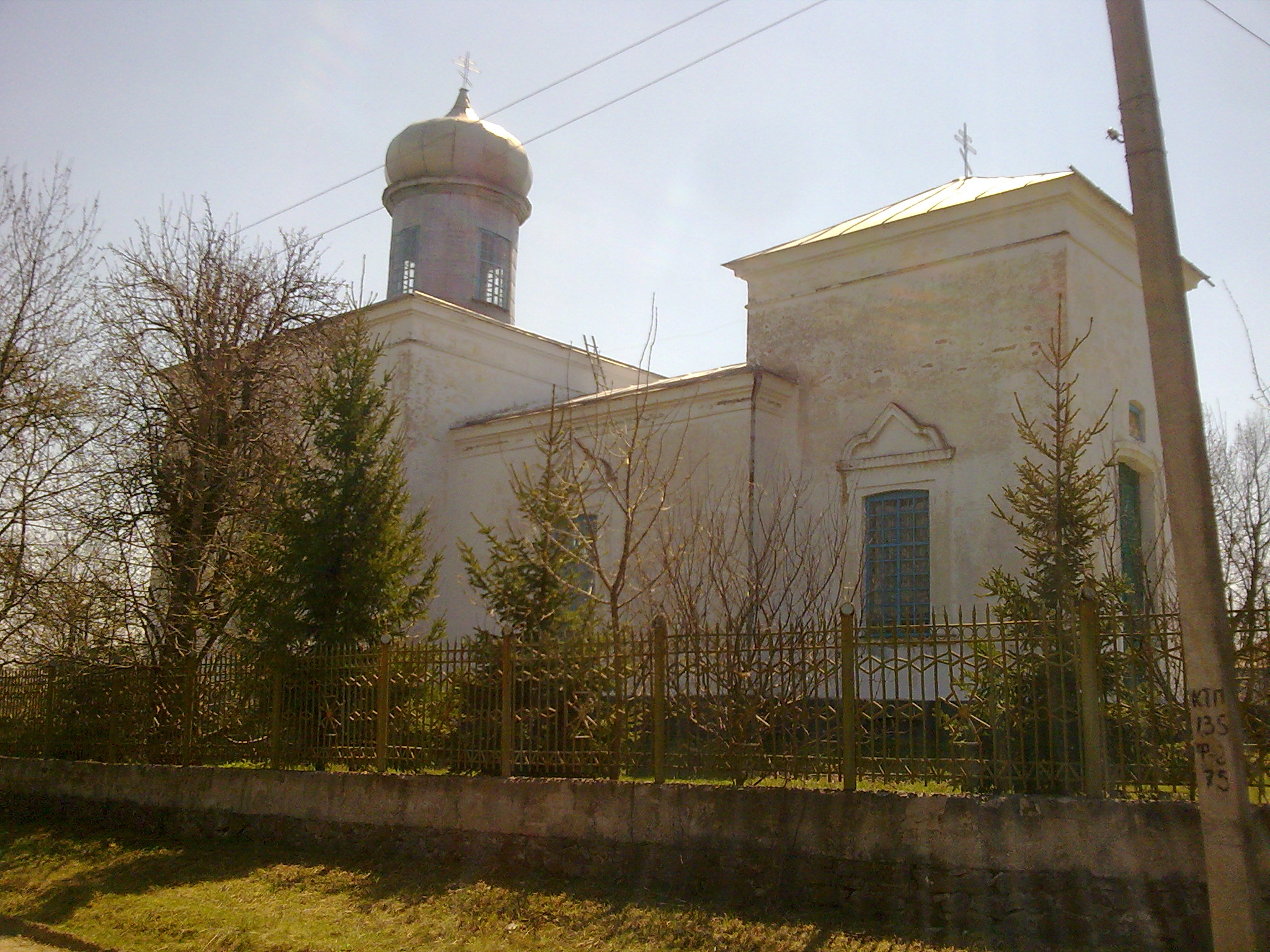
Церковь в селе Гуты